# Shareware
Termenul shareware, lansat de Bob Wallace, se referă la software-ul proprietar care este furnizat gratuit pentru o perioadă limitată, dar care conține restricții de funcționalitate, disponibilitate sau comoditate în utilizare.
Programele shareware se obțin gratuit, fie prin download de pe internet sau din CD-urile unor reviste de specialitate. Un program shareware este de obicei acompaniat de o cerere de plată, iar licența de distribuție solicită respectiva plată. 

## Definiție
Termenul shareware se referă la un software comercial care este supus regulilor dreptului de autor, dar care poate fi copiat cu scopul de a fi încercat, făcându-se înțeles faptul că, dacă se va utiliza în continuare, va trebui plătit. În contrast cu acesta retail software este un termen folosit pentru un software comercial care nu poate fi copiat. Un alt termen este public domain software, acesta se referă la un software care nu este protejat de legile dreptului de autor și poate fi folosit și copiat fără a plăti. Ca termen general, Freeware se referă la software-ul care are autor cunoscut, dar acesta nu solicită nici un fel de plată, chiar dacă utilizatorul continuă să-l folosească. 

## Vezi și
- Freeware